# Апанас, Валерий Станиславович
Валерий Станиславович Апанас (род. 1 октября 1975, Лида, Гродненская область) — белорусский футболист, защитник.

## Биография
Начал взрослую карьеру в родном городе в клубе «Обувщик». В сезоне 1992/93 сыграл лишь один матч в высшей лиге Беларуси, а его команда заняла место в зоне вылета. В сезоне 1993/94 стал победителем первой лиги и продолжал играть за клуб до нового вылета, случившегося в 1996 году.
В 1997 году перешёл в МКПЦ (позднее — «Славия-Мозырь»), провёл в клубе четыре сезона, сыграв около 100 матчей. Чемпион Беларуси 2000 года, серебряный призёр чемпионата 1999 года, обладатель (2000) и финалист (1999) Кубка Беларуси. Принимал участие в играх еврокубков. Однако после чемпионского сезона покинул клуб. В начале 2001 года безуспешно был на просмотре в клубе первого дивизиона России «Газовик-Газпром».
В 2001 году с минским клубом «Звезда-ВА-БГУ» стал серебряным призёром первой лиги, а в 2002 году с минским «Локомотивом» — бронзовым призёром этого турнира, оба клуба в результате повысились в классе. С 2003 года два с половиной сезона играл в высшей лиге за «Нафтан» (Новополоцк). Летом 2005 года перешёл в «Локомотив» (Витебск), с которым в том же году стал серебряным призёром первой лиги и следующий сезон провёл в высшем дивизионе. В 2007 году играл в первой лиге за «Белшину» (Бобруйск), а в следующем сезоне представлял аутсайдера высшей лиги «Локомотив» (Минск).
С 2009 года выступал только за клубы низших лиг. С командой «ДСК-Гомель» дважды становился бронзовым призёром первой лиги (2009, 2010), а также полуфиналистом Кубка страны (2009/10). Затем играл за «Сморгонь» и «Лиду», в обоих клубах был капитаном. Последние три сезона в карьере провёл в клубе «Звезда-БГУ» (Минск) во второй и первой лигах и тоже был капитаном команды.
Всего в высшей лиге Беларуси сыграл 248 матчей и забил один гол, в первой лиге — 250 матчей и 5 голов. С учётом второй лиги провёл за карьеру более 530 матчей.
После окончания игровой карьеры работал тренером в минском РГУОР, по состоянию на 2019 год возглавлял команду 17-летних.
По состоянию на 2023 год главный тренер юношеской сборной Беларуси U-16.

## Достижения
- Чемпион Беларуси: 2000
- Серебряный призёр чемпионата Беларуси: 1999
- Обладатель Кубка Беларуси: 2000
- Финалист Кубка Беларуси: 1999